# Thomas Rytter
Thomas Rytter (* 6. Januar 1974 in Kopenhagen) ist ein ehemaliger dänischer Fußballspieler.

## Fußballkarriere
Rytter begann beim Lyngby FC mit dem Fußballspiel. Im Dezember 1996 wechselte er zum FC Sevilla nach Spanien, kehrte aber bereits nach anderthalb Jahren in seine Heimat zurück und spielte für den FC Kopenhagen. Im Dezember 2001 wechselte er zum VfL Wolfsburg, für den er in 87 Spielen in der Fußball-Bundesliga ein Tor erzielte. Im Juli 2005 wechselte er zu Brøndby IF. Ende August 2008 beendete Rytter dort seine Karriere.
Für die dänische Fußballnationalmannschaft spielte Rytter viermal.